# ميريام يالان شتيكليس
ميريام يالان شتيكليس (بالعبرية: מרים ילן-שטקליס) (21 سبتمبر 1900 – 9 مايو 1984) كاتبة وشاعرة إسرائيلية مشهورة بتأليفها كتب الأطفال.
حصلت على جائزة إسرائيل في مجال أدب الأطفال في عام 1956.

## حياتها
ولدت ميريام ويلينسكي (لاحقا يالان شتيكليس) في مدينة بوتوكي قرب كريمينتشوك في الإمبراطورية الروسية (أوكرانيا حاليا). وكانت ابنة هودا (هاداسا) ويهودا لايب نيسان فيلينسكي، وهو قائد صهيوني ينحدر من سلسلة طويلة من الحاخامات.
تعلمت اللغة العبرية في طفولتها.
وبعد الثورة الروسية الفاشلة في عام 1905، انتقلت عائلتها من مكان إلى آخر: برلين، مينسك، بتروغراد وأخيرا خاركوف. وفي عام 1912 وحين كانت في سن الثانية عشرة، أرسل أخوها موليا (شموئيل) إلى فلسطين تحت الحكم العثماني، للدراسة في ثانوية هيرتسليا العبرية.
والتحقت يالان شتيكليس بمدرسة ثانوية في مينسك وبترغراد، ودرست علم النفس والعلوم الاجتماعية في جامعة خاركوف. وواصلت دراستها اليهودية في كلية علوم الدين اليهودي في برلين.
وفي عام 1920 هاجرت إلى فلسطين تحت الانتداب البريطاني، واستقرت في حي ريحافيا في القدس. وفي عام 1928 ذهبت إلى باريس لدراسة علم المكتبات. ومن عام 1929 انضمت إلى طاقم العمل في مكتبة الجامعة الوطنية اليهودية في الجامعة العبرية في القدس. وترأست القسم السلافي لمدة ثلاثين عاما.
تزوجت موشيه شتيكليس في عام 1929، وهو بروفيسور في علم الآثار. وماتت في حيفا في التاسع من مايو 1984، عن عمر يناهز 83 عاما.

## مسيرتها الأدبية
نشرت يالان شتيكليس أول قصائدها في اللغة العبرية في عام 1922. وفي عام 1933 تحولت لكتابة القصائد والقصص للأطفال، ونشرت أول أعمالها في صحيفة المتخصصة في أدب الأطفال «دفار لييالديم». ودفعها حزنها على فقدان أمها في سن السادسة عشرة على كتابة العديد من القصائد.
لم تنجت أطفالا، لكنها أظهرت موهبة غير عادية في الكتابة للأطفال، وصارت أهم شاعرة إسرائيلية في أدب الأطفال.
وكانت تقول: «تنبع القصائد من معاناة الروح وهي مثل الأطفال، تولد وسط معاناة». واختلفت مع فكرة النهاية السعيدة في أدب الأطفال، فلم تصور فقط أطفالا سعداء، بل أيضا صورت حزنهم وغضبهم، وغالبا يكون المتسبب بذلك الكبار. ومثالا على ذلك قصيدة «ليفادي» (وحيد تماما) وكتبتها عام 1957.
وبالإضافة إلى الشعر، ترجمت أدب الأطفال إلى اللغة العبرية من الروسية والإنجليزية والألمانية والهولندية. كما ترجمت أعمالا لتولستوي وسامويل مارشاك وإريش كيستنر وبي إل ترافيرس وآخرين.

## الموضوعات الأدبية والأسلوب
يسود أعمال شتيكليس الكثير من القيم التربوية، لكنها تتجنب الوقوع في فخ الوعظ. وهي تؤمن بالفكر الصهيوني. وتؤمن كذلك بتقاليد الأدب الروسي والأوروبي، غير أن أعمالها إسرائيلية وأصيلة تماما.  
وقد جمعت أشعارها وقصصها وترجماتها في ثلاث مجلدات نشرت بين عامي 1957 و1963، مع رسوم لزيلا بيندر، وكانت تلك المجلدات بعناوين: أغنية الطفل – لدي سر – في أحلامي. ورتبت الأعمال ترتبيا عمريا، فخصص لكل فئة عمرية جزء واحد. وأعيد طبع تلك الأعمال الكاملة في مجلد واحد.
احتوى الملجد الأول على أغاني وقصص للأطفال ما قبل المدرسة الذين لم يتعلموا القراءة بعد. وتضمن أغاني للعب (وكان ذلك ابتكار في مجال شعر الأطفال) وقوافي للعب الأصابع وتهويدات للنوم وقصائد للطبيعة وقصائد لتنمية العادات السليمة وقصائد لمجرد التسلية والتعبير عن المشاعر.
والمجلد الثاني للأطفال القادرين على القراءة، وبه قصص أطول تعرض العلاقات بين الأطفال وآبائهم، وبين الأطفال وزملائهم.
والمجلد الثالث للأطفال الأكبر سنا، ويحتوي على قصائد صهيونية عن أرض إسرائيل، وعن الحرمان من الآباء في الهولوكوست. وتشيع في كل القصائد روح الأمل في السلام والخلاص، وتعتبر تلك القصائد قصائد اعتراف شعرية عن مشاعر طفل يحاول التعبير عن هويته وحياته في المجتمع.

## جوائز
- حصل على جائزة إسرائيل في أدب الأطفال عام 1956.[7] وكانت تلك أول مرة تمنح فيها تلك الجائزة في مجال أدب الأطفال. وفي قرار اللجنة منح الشاعرة الجائزة: «... في كل ما كتبت، كتبت للأطفال، وفي كل ما كتبت لم تعبر عن طفولة مفتعلة، بل عن طفولة حقيقية وأصلية وواقعية، زاخرة بالبهجة والبراءة لكن أيضا بالألم والدموع، وبحكمة الحياة وشرورها، وخيبة الأمل والسلوان. وطعمت قصائدها للأطفال بكل المكونات الرئيسية التي تميز أدب الأطفال الجيد. وتمتلك أعمالها إحساسا رائعا بلغة الأطفال التي تستوحي من المصادر القديمة والحديثة والملكات الشعرية الرائعة والموسيقية الممتازة، وهي ظارهة فريدة في أي أمة وأي لغة، وليس كل أدب يحظى بها».

ومنحت كذلك المواطنة الفخرية في مدينة القدس، ومنحت جائزة «مواطن القدس الجدير» (ياكير يروشالايم).

## علاقتها بالموسيقى
لحنت العديد من قصائدها وأصبحت من كلاسيكيات الأطفال في إسرائيل. وفي عام أصدر المغنون شموليك كراوس ويوسي كاتس ألبوما من الأغاني معتمد على قصائدها.

## أعمال منشورة
- أسرعوا أيها الأقزام – 1939

- داني – 1943

- المطر – 1944

- تولتول ورمله – 1944

- رحلة إلى الجزيرة الممكنة – 1944

- البنت ميليك والخالة فيليك – 1945

- كانت هناك فتاة – 1946

- كيف جاءت الأغاني للقلب – 1947

- قصة ستارة – 1952

- عيد الميلاد – 1962

- عجلات – 1957

- أغنية الملك – 1958-1963

- لدي سر – 1958-1963

- في أحلامي – 1958-1963

- كذبة؟ - 1966

- أسطورتان – 1972

- داني الشجاع وقصص أخرى – 1975

- جسر من ورق – 1978

- الحياة والكلمات – 1978

- الصابون بكى بصوت عال